# Stoney Stanton
Stoney Stanton – wieś w Anglii, w hrabstwie Leicestershire, w dystrykcie Blaby. Leży 14 km na południowy zachód od miasta Leicester i 140 km na północny zachód od Londynu.